# 537 aC
El 537 aC va ser un any del calendari romà pre-julià. A l'Imperi Romà fou conegut com l'any 217 Ab Urbe condita.

## Esdeveniments
- El rei ostrogot Vitigès, durant el conflicte amb Belisari, ocupa la ciutat de Jericó.
- Cir II el Gran decreta la lliberació del jueus.[1]